# TANGOWERK by NHOAH
TANGOWERK by NHOAH es el proyecto del artista berlinés NHOAH. Durante una estadía en Buenos Aires en el 2005 se inspiró en los sonidos del tango argentino y, de vuelta en Berlín, combinó ese clima con su propio sentimiento de música, hasta entonces fuertemente influenciado por la música electrónica.

## Historia
Cuando NHOAH viajó en el año 2005 por primera vez a Buenos Aires, trató de distanciarse de su vida en Berlín y encontró al mismo tiempo una nueva fuente de inspiración en el tango argentino.
Durante los siguientes cinco años compuso los 14 temas del álbum debut TANGOWERK y los grabó junto a varios artistas internacionales en Berlín y Buenos Aires. No se pueden escuchar sólo influencias de la música electrónica y del tango, sino que también se encuentran sonidos que imitan la estética sonora de los años 20 de Berlín.
La mayoría de las grabaciones tuvo lugar en los legendarios Estudios ION en Buenos Aires. Ahí ya grabaron sus canciones Astor Piazzolla y Osvaldo Pugliese.
Pero la decisiva innovación del álbum es el procesamiento adicional que tuvo lugar en Berlín: Sintetizadores modulares, experimentos sonoros análogos con gramófonos, radios y magnetófonos y la utilización de las más nuevas técnicas de programación crearon una imagen sonora única. El trabajo de NHOAH con sintetizadores análogos y programas controlados por computadoras que tardó decenios se emplea en esta ocasión de una manera audible.
Como vocalistas participantes de Argentina NHOAH pudo unir a su causa a la ícona de tango Adriana Varela y a los cantantes  y Karina Beorlegui como también al rapero El Topo. Se alinearon las cantantes Mieze Katz del grupo MIA., Ina Viola y Lulu Schmidt que viven en Berlín y, además, el artista de performance Headvoice y el crooner Louie Austen de Viena. La colaboración con los Berlin Comedian Harmonists explícita la imagen sonora que NHOAH tiene de los años 1920.
También para las partes instrumentales se contrataron grandes nombres de la escena tanguera. De las grabaciones de las cuerdas y del bandoneón se encargaron Charly Pacini, Federico Terranova, Pablo Gignoli, Julio Coviello, Bruno Giuntini, Pablo Jivotovschii y Alfredo Zuccarelli (miembros de la orquesta de tango vanguardista Orquesta Típica Fernández Fierro). En el tema 1-2-3 participan los músicos de la Ed Partyka Jazz Orchestra.
El entero proceso de creación lo acompañó la artista de video Carola Schmidt. Bajo su mando se rodaron el documental sobre TANGOWERK by NHOAH y seis videoclips.
En mayo de 2011 se lanzó el álbum TANGOWERK a escala internacional en forma de un pack con CD, DVD, librillo de 64 páginas y casi una hora de videos.
Tras una presentación en vivo en Buenos Aires en Niceto Club junto a la Compañía Inestable (enlace roto disponible en Internet Archive; véase el historial, la primera versión y la última). de la fiesta Club 69 que sirvió como base para el videoclip del primer corte “Dancing On The Volcano” siguieron otras en Berlín: En el evento de caridad para Japón Ki.Zuna en Maria am Ostbahnhof, en el canal de televisión arte Lounge (estreno: 13.12.2011), y en el cine BABYLON el 15 de diciembre de 2011. Esta noche combinó un recital en vivo de una hora con el estreno del documental rodado por Carola Schmidt sobre TANGOWERK by NHOAH y de su cortometraje galardonado We beg you to seduce us! El documental está accesible desde el día que siguió el estreno en spiegel.tv

## Lista de canciones

#### CD Álbum DVD, DVD-Video (Alemania)[17]
| 1  | "One More Kiss"                                           | 5:49  |
| 2  | "If You Go"                                               | 3:33  |
| 3  | "Tuyo Soy"                                                | 5:47  |
| 4  | "Dancing On The Volcano"                                  | 4:10  |
| 5  | "Tanto"                                                   | 6:37  |
| 6  | "Innocent"                                                | 4:25  |
| 7  | "Ob Ich Dir Treu Sein Kann"                               | 3:39  |
| 8  | "Lost In Weltschmerz"                                     | 4:37  |
| 9  | "Hijo De Puta"                                            | 3:48  |
| 10 | "Si Te Puedo Ser Fiel"                                    | 2:40  |
| 11 | "Amanece En El Oeste"                                     | 2:27  |
| 12 | "1-2-3"                                                   | 7:45  |
| 13 | "The Waltz"                                               | 3:39  |
| 14 | "AUA"                                                     | 4:53  |
| 1  | "Making Of Tangowerk"                                     | 37:57 |
| 2  | "Dancing On The Volcano" (Live At Club 69 / Buenos Aires) | 4:14  |
| 3  | "One More Kiss" (Tango Dance Version)                     | 4:14  |
| 4  | "Lost In Weltschmerz" (Music Video)                       | 3:34  |
| 5  | "Lost In Weltschmerz" (Tango Dance Version)               | 3:32  |